# عز الملك المسبحي
الأمير المختار عزُّ الملك محمد بن عبيد الله بن أحمد بن إسماعيل بن عبد العزيز المُسَبِّحي (10 رجب 366هـ/ 4 مارس 977م - ربيع الثاني 420هـ/إبريل-مايو 1029م) هو أديب وكاتب وشاعر ومؤرخ عاش في مصر زمن الخلافة الفاطميَّة. ولد بمصر وتوفي بها.
كان من أقطاب الدولة الفاطمية. واتصل بخدمة الحاكم بأمر الله العبيدي، وتولى له الوزارة سنة (398 هـ) ، وشغل عدة مناصب هامة أخرى، شغف بتدوين التاريخ والّف فيه عدة كتب من أهمها تاريخه الكبير بعنوان «أخبار مصر» الذي بلغ ثلاثة عشر ألف ورقة.

## سيرته
ولِدَ محمد بن عبيد الله بن أحمد في العاشر من رجب سنة 366هـ، وكان ميلاده في مدينة الفسطاط التاريخيَّة في مصر، وتعود أصول أسرته إلى مدينة حران في الشمال الشامي العراقي، وفي الفسطاط نشأ محمد بن عبيد الله، وفي 398هـ تجنَّد في الجيش الفاطمي، وتدرَّج في مكانته حتى أوكِلت إليه ولاية عددٍ من أقاليم مصر في الصعيد، وتولَّى بعدها ديوان الترتيب، وأصبح من المُقرَّبين للخليفة الحاكم. وإلى جانب سيرته العسكريَّة فقد كان أديباً فاضلاً وكاتباً بارعاً، وله دراية في التاريخ والرياضيات والفلك، وألَّف قرابة ثلاثين كتاباً، ضاع معظمها، في مجالات متنوِّعة، وأشهر مؤلفاته كتاب «التاريخ الكبير». وقد كان يجيد نظم الشعر أيضاً، وله أشعار في الرثاء. تُوفِّي محمد بن عبيد الله المسبحي في ربيع الآخر من سنة 420هـ.

## مؤلفاته
تُنسَب إليه المؤلفات التالية:
- «التاريخ الكبير».
- «التلويح والتصريح».
- «الراح والارتياح».
- «الغرَق والشَرَق».
- «الطعام والإدام».
- «درك البغية».
- «قصص الأنبياء».
- «الأمثلة للدول المقبلة».
- «القضايا الصائبة في معاني أحكام النجوم».
- «جونة الماشطة».
- «الشجن والسكن في أخبار أهل الهوى وما يلقاه أربابه».
- «السؤال والجواب».
- «مختار الأغاني ومعانيها».
- «أشعار الشعراء وأخبار المغنيين ومجالس القضاة والحكام والمعدلين».
- «الطعام والأدام».
- «المفاتحة والمناكحة في أصناف الجماع».
- «الأمثلة للدول المقبلة».
- «جونة الماشطة».
- «كتاب الشجن والسكن في أخبار أهل الهوي وما يلقاه أربابه».

## تاريخه الكبير
وهو في 12 مجلد في 13 ألف ورقة، قال عنه المسبحي: التاريخ الجليل قدره الذي يستغنى بمضمونه عن غيره من الكتب الواردة في معانيه، وهو أخبار مصر ومن حلها من الولاة والأمراء والأئمة والخلفاء، وما بها من العجائب والأبنية واختلاف أصناف الأطعمة، وذكر نيلها، وأحوال من حل بها إلى الوقت الذي كتبنا فيه تعليق هذه الترجمة، وأشعار الشعراء وأخبار المغنين وجالس القضاة والحكام والمعدلين والأدباء والمعتزلين وغيرهم.
ويسميه السمعاني: تاريخ المغاربة ومصر. ويقصد بالمغاربة الفاطميين.
ويرجع إلى هذا التاريخ: ابن العديم والمقريزي وابن تغري بردي والسخاوي والسيوطي.
وطبع ما وجد منه وهو الجزء الأربعون ويتحدث هذا الجزء من أثناء سنة 414 هـ إلى سنة 416 هـ.
وواضح من جزئه هذا أنه مرتب على السنين.